# 芳野村 (熊本県)
芳野村（よしのむら）は、熊本県の北部に位置していた村。

## 地理
- 河川：西谷川、立福寺川

## 歴史
- 1889年4月1日 - 町村制施行により大多尾村、野出村、岳村、東門寺村、面木村が合併し、発足。
- 1956年9月30日 - 河内村と新設合併し、河内芳野村発足。

## 学校
- 芳野村立芳野中学校
- 芳野村立芳野小学校